# Władysław Gąsienica
Władysław Gąsienica († 1968 in Zakopane) war ein polnischer Skilangläufer, der auch in der Nordischen Kombination aktiv war. Der zweimalige Teilnehmer an nordischen Skiweltmeisterschaften wurde einmal polnischer Meister im Skilanglauf.

## Werdegang
Bei den polnischen nordischen Skimeisterschaften 1925 in Krynica wurde Gąsienica polnischer Meister im 15-km-Skilanglauf, Silbermedaillengewinner hinter Józef Bujak über 30 km sowie Bronzemedaillengewinner in der Nordischen Kombination. Im Spezialsprunglauf reichte es zu Rang 7. Zwei Jahre später wurde er Vizemeister im 18-km-Skilanglauf.
Auf internationaler Ebene nahm Gąsienica zweimal an nordischen Skiweltmeisterschaften teil. So belegte er 1925 in Janské Lázně im 18-km-Skilanglauf, den er in der zweiten Klasse absolvierte, mit einer Laufzeit von 2:05:29 h den 53. Platz. Vier Jahre später startete er bei den nordischen Skiweltmeisterschaften 1929 im heimischen Zakopane sowohl im 50-km-Skimarathon, als auch in der Nordischen Kombination. Mit den Rängen 25 und 26 erreichte er dabei die mittleren Ränge.